# Wapsinonoc Township (Iowa)
Wapsinonoc Township est un township du comté de Muscatine en Iowa, aux États-Unis,.
Le township est colonisé à partir de 1836. Il est nommé en référence à la rivière Wapsinonoc Creek.

## Source de la traduction
- (en) Cet article est partiellement ou en totalité issu de l’article de Wikipédia en anglais intitulé « Wapsinonoc Township, Muscatine County, Iowa » (voir la liste des auteurs).